# Wapen van Bierum

Het wapen van Bierum

Het wapen van Bierum werd op 20 mei 1892 per Koninklijk Besluit door de Hoge Raad van Adel aan de Groninger gemeente Bierum toegekend. Vanaf 1990 is het wapen niet langer als gemeentewapen in gebruik omdat de gemeente Bierum opging in de gemeente Delfzijl. Naar aanleiding van de fusie met gemeenten Bierum en Termunten verkreeg Delfzijl op 30 mei 1991 haar derde wapen. Hierin werd in de (heraldisch gezien) linkerhelft het wapen van Bierum overgenomen.

## Blazoenering
De blazoenering van het wapen luidt als volgt:
Van zilver, beladen met eene kerktoren van keel met lang zadeldak (Groninger vorm), verrijzende uit drie golvende dwarsbalken van lazuur. Het schild gedekt met eene kroon van goud.

## Verklaring
Het wapen laat de ligging van de plaats Bierum zien vanuit de zee. De kerktoren fungeerde vroeger als een  baken voor de scheepvaart.

## Verwante wapens

Wapen van Delfzijl

Adorp
· Aduard
· Appingedam
· Baflo
· Bedum
· Beerta
· Bellingwedde
· Bellingwolde
· Bierum
· De Marne
· Delfzijl 
· Eemsmond
· Eenrum
· Ezinge
· Finsterwolde
· Grijpskerk
· Grootegast
· Haren
· Hefshuizen
· Hoogezand
· Hoogezand-Sappemeer
· Hoogkerk
· Kantens
· Kloosterburen
· Leek
· Leens
· Loppersum
· Marum
· Meeden
· Menterwolde
· Middelstum
· Midwolda
· Muntendam
· Nieuweschans
· Nieuwe Pekela
· Nieuwolda
· Noordbroek
· Noorddijk
· Oldehove
· Oldekerk
· Onstwedde
· Oosterbroek
· Oude Pekela
· Reiderland
· Sappemeer
· Scheemda
· Slochteren
· Stedum
· Ten Boer
· Termunten
· Uithuizen
· Uithuizermeeden
· Ulrum
· Usquert
· Vlagtwedde
· Warffum
· Wedde
· Wildervank
· Winschoten
· Winsum
· 't Zandt
· Zuidbroek
· Zuidhorn